# Joan Ignasi Pla
Joan Ignasi Pla Durà (n, Adzaneta de Albaida, Valencia, 31 de julio de 1959) es un político español. Actualmente es miembro del Consejo Jurídico Consultivo de la Comunidad Valenciana.

## Biografía
Joan Ignasi Pla es licenciado en Derecho. M.A en el Instituto Ortega y Gasset y diplomado en Administraciones Públicas en la Escuela Superior de Administración y Dirección de Empresas. Fue abogado y funcionario de carrera de la Generalidad Valenciana. Con lo cual fue Jefe de Sección de Personal del Ayuntamiento de Valencia desde 1985 hasta el año 1987. Después fue asesor especial de Cultura y Educación del Ayuntamiento de Valencia (1987-1991). Luego fue secretario general técnico del Instituto Valenciano de la Juventud, (1991-1995). Y seguidamente fue técnico de Empleo y Cooperación de la Generalidad Valenciana (1995-1997), y durante estos últimos años se dedicó a la política.

## Trayectoria política
En 1989 ingresó en el Partit Socialista del País Valencià-PSOE. A partir de 1990 fue miembro de la ejecutiva comarcal de la Valle de Albaida hasta 1995. Seguidamente fue secretario de organización desde 1997 a 1999. Dicho año fue elegido secretario general. 
Pero dada la división del socialismo valenciano y el descontento de la ejecutiva general, dimitió con toda su ejecutiva a las 48 horas de ser elegido, siendo anulado el congreso que lo eligió.

### Secretario General del PSPV-PSOE
En el año 2000 fue elegido diputado por Valencia en el Congreso de los Diputados, presentándose dicho año, de nuevo a la secretaria general en el congreso extraordinario a celebrar. Ya como secretario general se presentó a la presidencia de la Generalidad Valenciana en las elecciones a las Cortes Valencianas de 2003, siendo derrotado por Francisco Camps el candidato del Partido Popular de la Comunidad Valenciana.
En septiembre de 2006 presentó en las Cortes Valencianas una moción de censura contra el Gobierno Valenciano pero no prosperó. 
En 2007 repitió como candidato en las elecciones a las Cortes Valencianas de 2007 perdiendo de nuevo y con mayor diferencia frente a Francisco Camps.
Tras las dos derrotas electorales de su partido, Pla anunció que no se volvería a presentar a la secretaría general, manteniéndose en el cargo hasta el siguiente congreso, lo que provocó tensiones entre las distintas familias del partido.

## Abandono de la política
El 18 de octubre de 2007 dimitió como Secretario General del PSPV-PSOE tras un escándalo por la financiación y supuesto trato a favor de una constructora en la reforma de su casa. Unas horas más tarde la ejecutiva federal del PSOE aceptó su dimisión y nombró una comisión gestora, presidida por Joan Lerma. Siguió como diputado en las Cortes Valencianas hasta las de mayo de 2011. En julio de 2011 fue nombrado miembro del Consejo Jurídico Consultivo de la Comunidad Valenciana.